# Onze-Lieve-Vrouw-Geboorte en Sint-Eligiuskerk

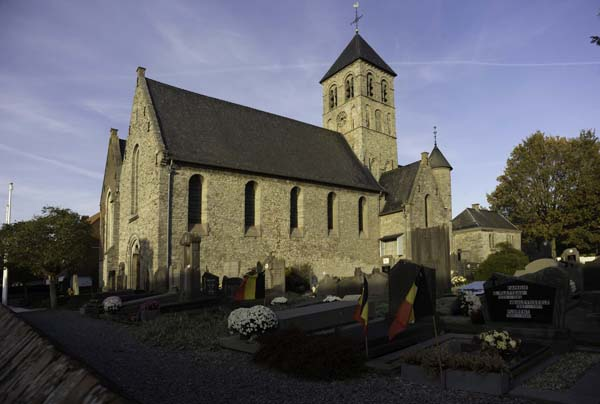
Onze-Lieve-Vrouw-Geboorte en Sint-Eligiuskerk

De Onze-Lieve-Vrouw-Geboorte en Sint-Eligiuskerk is de parochiekerk van de tot de West-Vlaamse gemeente Avelgem behorende plaats Waarmaarde, gelegen aan de Onze-Lieve-Vrouwstraat.

## Geschiedenis
In 1119 werd de kerk voor de eerste maal vermeld, toen het patronaatsrecht geschonken werd aan de Abdij van Saint-Thierry nabij Reims. In 1185 werd Waarmaarde voor het eerst als zelfstandige parochie vermeld. Omstreeks 1220 werd een kerk in laatromaanse stijl gebouwd. Het was vermoedelijk een eenbeukig kruiskerkje met vieringtoren.
De benedenbouw van de vieringtoren, de zuidelijke transeptarm en een deel van de zuidmuur van het koor en de zuidgevel bleven bewaard. In de 13e eeuw werd een vroeggotische noordbeuk toegevoegd. Vermoedelijk werd in de 14e eeuw de noordelijke transeptarm afgebroken en herbouwd, even lang als de noordbeuk breed was.
In 1485 werd de kerk beschadigd door het garnizoen van Oudenaarde. Bij het herstel werd de kerk waarschijnlijk uitgebreid met een groter koor en zijkoor. In 1568 werd de kerk opnieuw beschadigd, nu door de Geuzen. In de 17e eeuw werd de toren verhoogd en voorzien van een nieuwe spits. Ten slotte volgde in 1900-1901 een uitbreiding en verbouwing naar ontwerp van August van Assche. Tijdens de Eerste Wereldoorlog werd de kerk beschadigd en hersteld in 1925-1926. Ook in 1940 werd de zuidelijke transeptarm zwaar beschadigd.

## Gebouw
Het betreft een tweebeukige kruiskerk met vieringtoren, grotendeels uitgevoerd in Doornikse steen. De noordbeuk en het koor werden in baksteen uitgevoerd. Mogelijk werd puin van Romeinse bouwwerken gebruikt bij het optrekken van de laatromaanse kerk. De laatromaanse vieringtoren heeft een vierkante plattegrond en wordt gedekt door een tentdak.

## Interieur
De hoofdbeuk heeft een vlak plafond en de zijbeuk wordt overwelfd door een spitstongewelf. De communiebank en de preekstoel zijn van 1634.

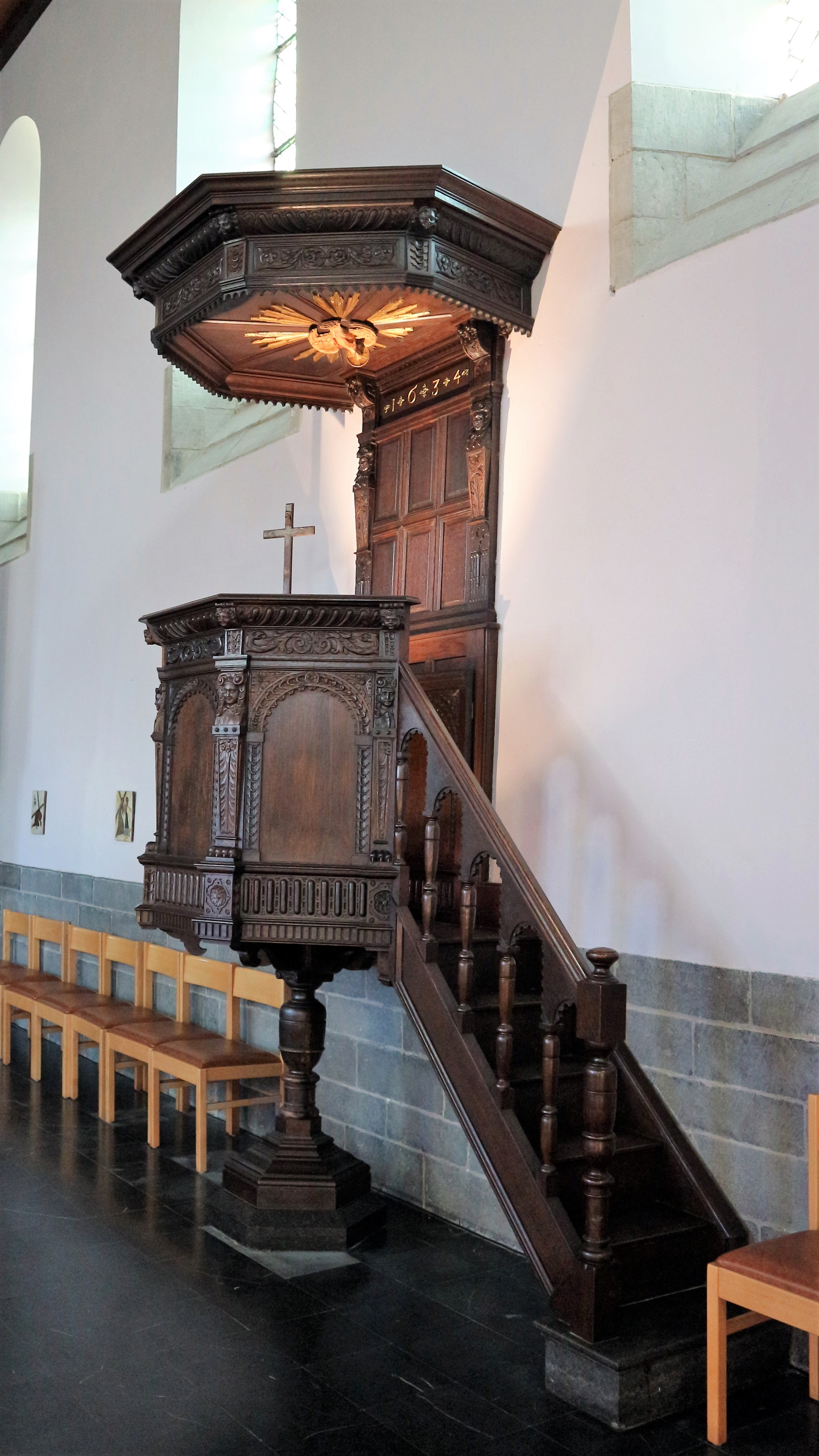
Preekstoel (1634)
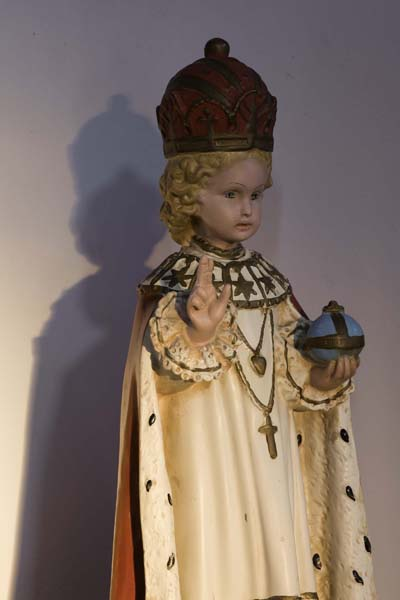
Devotiebeeldje
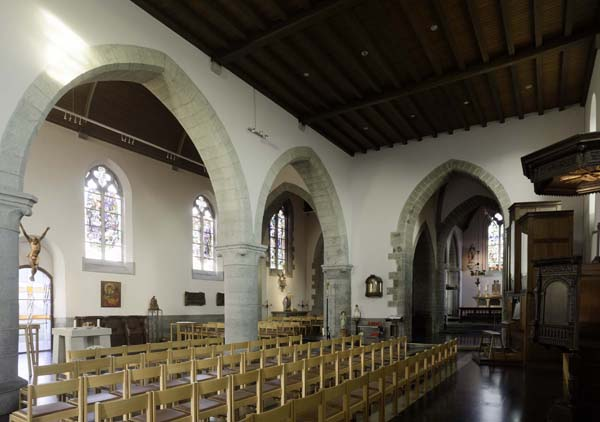
Interieur
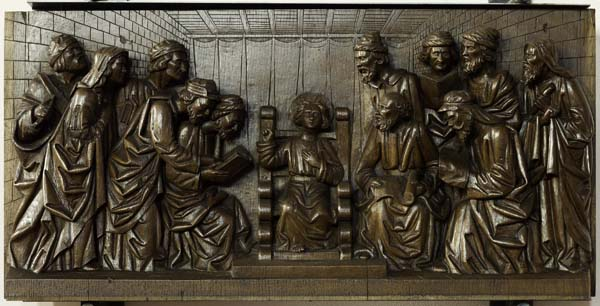
Christus in de tempel
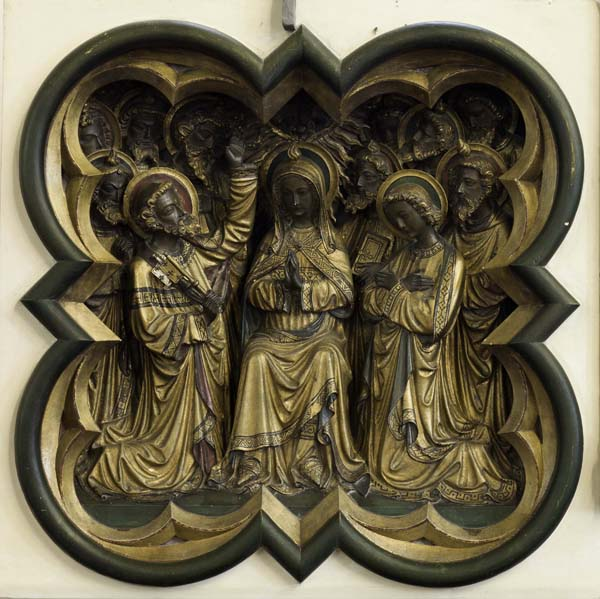
Altaarstuk
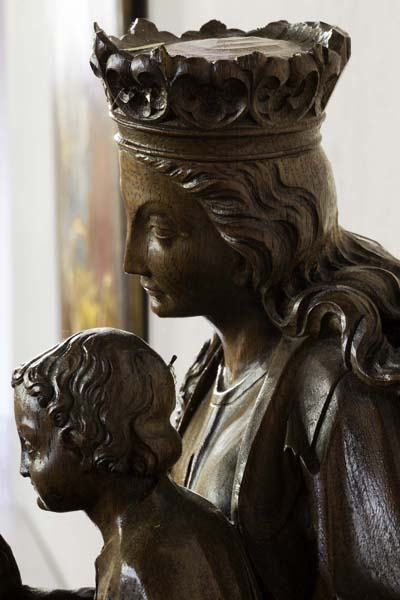
Madonna met kind